# Bawsey
Bawsey – wieś w Anglii, w hrabstwie Norfolk, w dystrykcie King’s Lynn and West Norfolk. Leży 57 km na zachód od Norwich i 145 km na północ od Londynu.
Miejscowość liczy 184 mieszkańców.